# Hanno Charisius
Hanno Charisius (* 27. Juli 1972 in Karlsruhe) ist ein deutscher Biologe, Wissenschaftsjournalist und Sachbuchautor. Er ist Chef vom Dienst im Ressort "Wissen" der Süddeutschen Zeitung. Zuvor schrieb er unter anderem für die Süddeutsche Zeitung, Die Zeit, Wired, die Frankfurter Allgemeine Sonntagszeitung, sowie für Krautreporter und war als Redakteur bei Technology Review tätig. Er ist Dozent am Nationalen Institut für Wissenschaftskommunikation.
Charisius studierte von 1994 bis 1999 Biologie an der Universität Bremen mit den Schwerpunkten Zell- und Molekularbiologie, Virologie, Ökologie und Biotechnologie. Von 2010 bis 2011 war er Knight Science Journalism Fellow am Massachusetts Institute of Technology.
In seinem 2013 zusammen mit Richard Friebe und Sascha Karberg veröffentlichten Buch Biohacking: Gentechnik aus der Garage untersucht er die Do-it-yourself-Biologie-Szene in Europa und den USA. Für Artikel zu diesem Thema erhielten sie 2012/2013 den Hofschneider-Recherchepreis für Wissenschafts- und Medizinjournalismus.
Charisius lebt in München.

## Veröffentlichungen
- mit Richard Friebe und Sascha Karberg: Biohacking: Gentechnik aus der Garage. Carl Hanser Verlag, München 2013, ISBN 978-3-446-43554-4.
- mit Richard Friebe: Bund fürs Leben: Warum Bakterien unsere Freunde sind. Carl Hanser Verlag, München 2014, ISBN 978-3-446-43928-3.